# Quartetto per archi n. 14 (Mozart)
Il Quartetto per archi in Sol maggiore K 387 è una composizione di musica da camera di Wolfgang Amadeus Mozart scritto nel 1782; fu il primo dei sei quartetti dedicati ad Haydn (K 387, K 421, K 428, K 458, K 464, K 465).

## Storia
Quando Mozart si accinse a comporre il Quartetto in Sol maggiore, dalle ultime opere analoghe erano passati circa nove anni. Nell'ultimo scritto, in Re minore K 173, il musicista aveva già raggiunto la capacità di creare un'architettura formale salda e una capacità di sviluppo che preannunciavano i capolavori degli anni successivi.
Franz Joseph Haydn nel 1781 aveva scritto i sei Quartetti russi op. 33, composizioni a cui Mozart fece riferimento per comporre, perfezionandola, la sua successiva musica da camera, dimostrando in tal modo quanto aveva appreso dalle opere dell'amico. Il 15 gennaio 1785 il compositore, nella propria abitazione, eseguì il Quartetto in Sol maggiore unitamente ad altri due, il K 421 e il K 428, tutti dedicati ad Haydn, la cui presenza all'esecuzione in casa di Mozart diede un valore aggiunto.

## Movimenti e analisi
1. Allegro vivace assai (Sol maggiore)
2. Minuetto e trio. Allegro (Sol maggiore)
3. Andante cantabile (Do maggiore)
4. Molto allegro (Sol maggiore)

Sotto la dedica ad Haydn si nascondeva ora la consapevolezza di aver probabilmente superato il modello, al di là del debito pubblicamente riconosciuto. Come in Haydn, l'elaborazione tematica viene applicata ai quattro strumenti in modo indipendente, rendendo in tal modo possibile lo scambio dei temi tra le varie voci. Mozart però supera il modello, arricchendo la scrittura con una intensità contrappuntistica che si ispira piuttosto alla lezione di Bach e Händel e che non trova adeguato riscontro nei Quartetti russi.
Già dal primo movimento, Allegro vivace assai, è evidente la distanza che lo separa dai modelli haydniani; sono presenti infatti due temi ben distinti, il primo ha un carattere prevalentemente lirico mentre il secondo, affidato inizialmente al secondo violino, è scritto con una melodia lineare ma dall'aspetto un po' enfatico. Lo sviluppo, costruito sul primo tema, dà origine a una pagina molto elaborata che contiene soluzioni armoniche e polifoniche del tutto imprevedibili.
Il distacco da Haydn è ancora più evidente nel secondo movimento dove Mozart sostituisce al consueto Scherzo, solitamente breve, ben delineato e vivace, un Minuetto, brano di grande intensità che va oltre alla consueta funzione di intermezzo e che si allontana completamente dalla tradizionale danza settecentesca; come quelli presenti nei successivi quartetti K 458 e K 464 ha una densità espressiva che rimarrà ineguagliata nell'opera di Mozart, fatto salvo forse il minuetto presente nella sinfonia n. 40. Esso inizia con una idea cromatica già presente in un frammento del primo movimento, che viene mantenuta per tutto il brano. Il pezzo si basa su una singolare alternanza di contrasti fra forte e piano, modalità mantenuta anche nel Trio.
Il successivo Andante cantabile presenta uno dei momenti più intensi e rappresentativi delle composizioni cameristiche mozartiane. Il brano, di grande respiro, è costruito con un tessuto armonico messo alla prova da continue modulazioni e dissonanze. Il movimento presenta tre temi; se il primo e il terzo sono esempi di scrittura serena e lineare che vengono di volta in volta variati e modificati, il secondo, con una nota iniziale ripetuta quattro volte dal violino, apre a istanti di grande intensità espressiva, offuscati da una leggera malinconia ma di profonda riflessione con cui il musicista anticipa momenti di un'intimità romantica, quasi brahmsiana.
Il movimento finale, Molto allegro, è il brano più ricco di passaggi contrappuntistici. Il quartetto acquista coesione dalla presenza di incisi cromatici, esposti nella parte centrale e che riaffiorano nel finale; proprio la parte conclusiva assume un aspetto sorprendente poiché giunge a conclusione con un inaspettato fugato che anticipa per molti aspetti l'ultima parte della Sinfonia Jupiter.
Il musicologo Paumgartner ha detto di questo quartetto: «Nobiltà d'invenzione e purezza di sonorità sono le impronte peculiari di questa opera»